# Rolls-Royce Silver Seraph
Rolls-Royce Silver Seraph – samochód osobowy klasy dużych aut luksusowych produkowany przez brytyjską markę Rolls-Royce w latach 1998 – 2002.

## Historia i opis modelu

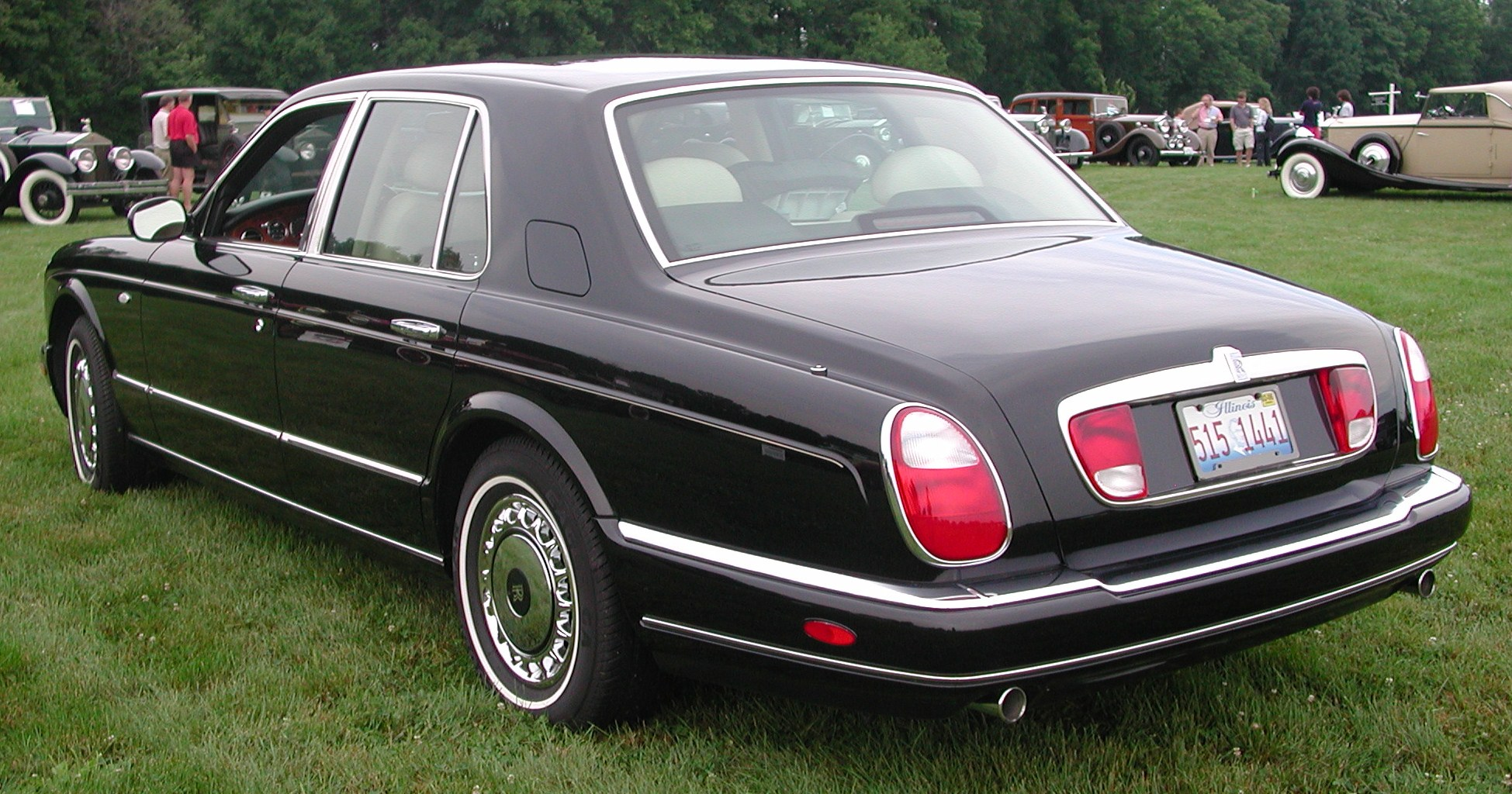
Rolls-Royce Silver Seraph - tył

Zaprezentowany po raz pierwszy na międzynarodowej wystawie samochodowej w Genewie w marcu 1998 roku. Rolls-Royce Silver Seraph zastąpił modele Silver Spirit i Silver Dawn.
W 2003 roku Rolls-Royce zakończył jego produkcję, po zaledwie pięciu latach obecności na rynku. W środku całość wykończona jest skórą i drewnem. Bliźniaczym modelem jest Bentley Arnage, którego produkcja była kontynuowana aż do 2009 roku. Podobnej wielkości limuzyna powróciła do oferty Rolls-Royce'a w 2009 roku pod nazwą Ghost.

### Silnik
- BMW V12 5,4 l (5379 cm³), 2 zawory na cylinder, SOHC
- Układ zasilania: wtrysk
- Średnica × skok tłoka: 85,00 mm × 79,00 mm
- Stopień sprężania: 10,0:1
- Moc maksymalna: 326,5 KM (240,1 kW) przy 5000 obr./min
- Maksymalny moment obrotowy: 490 N•m przy 3900 obr./min

### Osiągi
- Przyspieszenie 0-100 km/h: 7,0 s
- Przyspieszenie 0-160 km/h: 17,2 s
- Prędkość maksymalna: 225 km/h